# راتشيل كوكس
راتشيل كوكس (بالإنجليزية: Rachael Cox)‏ هي متسابقة يخت أسترالية، ولدت في 13 سبتمبر 1975.